# Epilobium borbasianum
Epilobium borbasianum är en dunörtsväxtart som beskrevs av Haussk.. Epilobium borbasianum ingår i släktet dunörter, och familjen dunörtsväxter. Inga underarter finns listade i Catalogue of Life.